# Чжанцзы
Чжа́нцзы (кит. упр. 长子, пиньинь Zhǎngzǐ) — уезд городского округа Чанчжи провинции Шаньси (КНР). Название в переводе означает «старший сын» и связано с тем, что, согласно преданию, именно эти земли выделил в удел своему недостойному старшему сыну Даньчжу легендарный император Яо.

## История
Уезд был создан при империи Западная Хань. В 386 году сяньбиец Мужун Юн провозгласил себя императором государства Западная Янь и основал здесь свою столицу, которая в 394 году была взята войсками государства Поздняя Янь. При империи Северная Вэй часть уезда была выделена в отдельный уезд Лэян (乐阳县). При империи Северная Ци оба уезда были расформированы.
При империи Суй в 589 году был создан уезд Цзиши (寄氏县), в 598 году переименованный в Чжанцзы.
В 1949 году был образован Специальный район Чанчжи (长治专区), и уезд вошёл в его состав. В 1958 году Специальный район Чанчжи был переименован в Специальный район Цзиньдуннань (晋东南专区); уезд Чжанцззы при этом был объединён с уездом Туньлю в уезд Туньчжан (屯长县). Впоследствии уезд Туньчжан был расформирован, а его территория перешла под непосредственное управление города Чанчжи. В 1960 году уезд Туньчжан был воссоздан, а в 1961 году он был вновь разделён на уезды Туньлю и Чжанцзы.
В 1970 году Специальный район Цзиньдуннань был переименован в Округ Цзиньдуннань (晋东南地区). В 1985 году постановлением Госсовета КНР были расформированы город Чанчжи и округ Цзиньдуннань, а на их территории образованы городские округа Чанчжи и Цзиньчэн; уезд вошёл в состав городского округа Чанчжи.

## Административное деление
Уезд делится на 7 посёлков и 5 волостей.